# 愛金卡公司
愛金卡股份有限公司是臺灣第二間電子票證公司，由統一超商獨資設立，並承接原屬其「服務商品部」之icash業務。

## 歷史
- 2013年9月5日，金融監督管理委員會核准統一超商設立電子票證發行機構之申請。
- 2013年11月19日，愛金卡公司正式成立[3]。
- 2014年4月21日，icash所有業務由統一超商轉移至愛金卡公司[2]。
- 2014年10月，推出icash第二代產品“icash 2.0”，為非接觸式感應卡，支付範圍更廣泛。
- 2014年12月，跨通路使用及導入第一家交通業者。
- 2015年3月，推出icash個性化客製卡服務上線。
- 2015年6月，推出icash聯名卡。
- 2016年5月11日，台鐵開放使用icash2.0。
- 2019年11月5日，在今年9月就已向金管會申請獲准，成為可兼營電子支付的電子票證公司。正式上線推出儲值、支付、轉帳皆可通的icash Pay。
- 2022年6月23日，獲金管會核准公開發行，股票代號6034。

## 外部連結
- 愛金卡公司 （页面存档备份，存于）
- icash的Facebook專頁
- icash的Instagram帳戶
- （繁體中文） 台灣公司資料